# Metromenus protervus
Metromenus protervus är en skalbaggsart som först beskrevs av Blackburn 1877.  Metromenus protervus ingår i släktet Metromenus och familjen jordlöpare. Inga underarter finns listade i Catalogue of Life.